# Grand Prix Hiszpanii Formuły 1
Grand Prix Hiszpanii – wyścig Formuły 1, który jest organizowany na torze Circuit de Catalunya w Montmeló.

## Historia

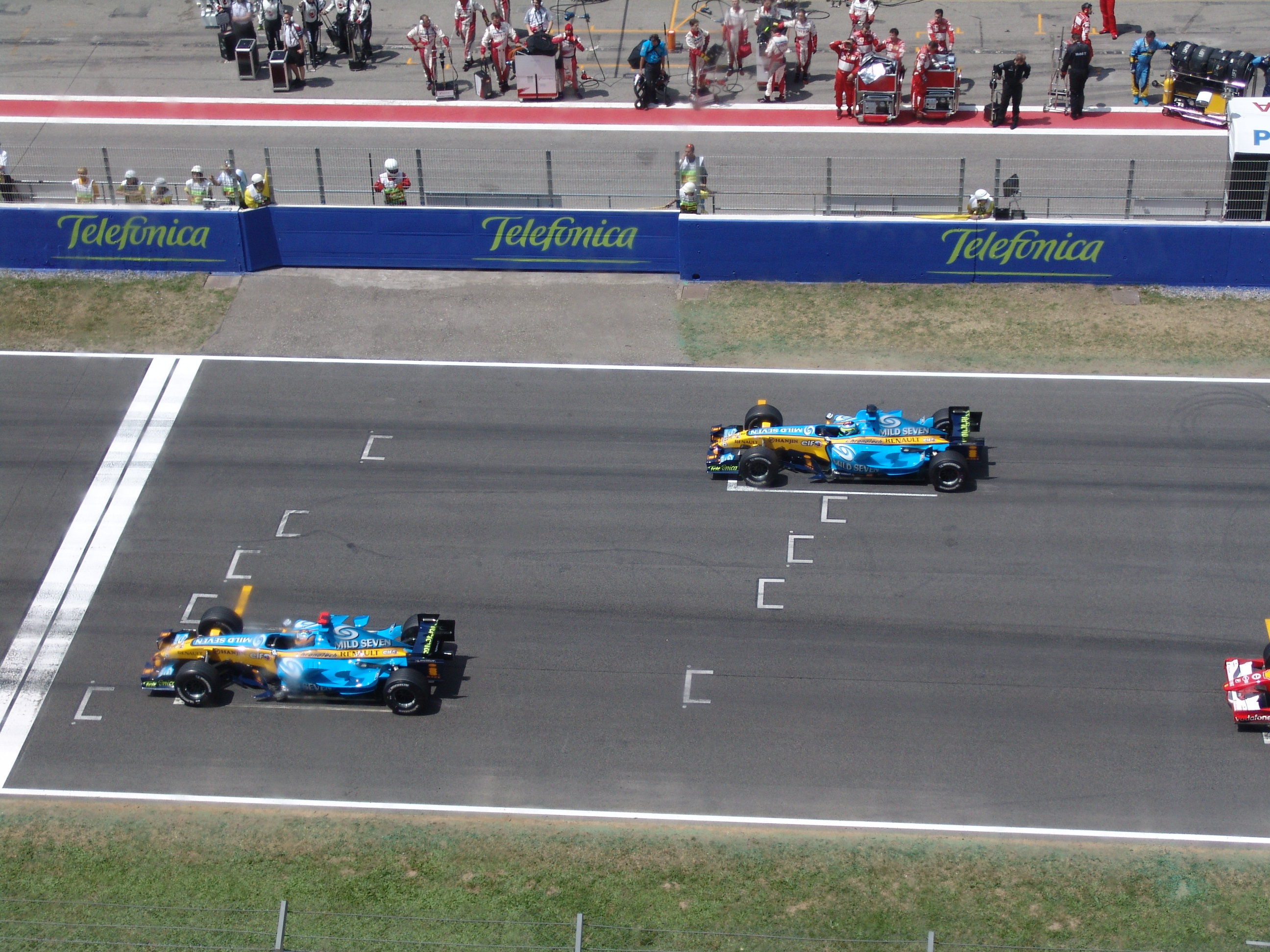
Kierowcy zespołu Renault – Fernando Alonso (P1) i Giancarlo Fisichella (P2), startują z pierwszego rzędu do Grand Prix Hiszpanii 2006

Pierwsze Grand Prix odbyło się w 1913 r. Brały w nim udział zwykłe uliczne samochody. Wyścig odbywał się na ulicznej trasie o długości 300 km w Guadarrama, na drodze Valladolid, niedaleko Madrytu.
Inne wyścigi motorowe odbywały się w Hiszpanii dużo wcześniej. Jednym z bardziej znanych był Catalan Cup w 1908 i 1909 roku, który odbywał się wokół Sitges, niedaleko Barcelony. Obydwa wyścigi wygrał Jules Goux, przyczyniając się do spopularyzowania wyścigów w Katalonii. Entuzjazm do tej formy sportu przyczynił się do decyzji o budowie dwu kilometrowego toru wokół Sitges, który jest znany jako Sitges-Terramar. Tor gościł Grand Prix Hiszpanii w 1923 r.
Po pierwszym wyścigu tor popadł w problemy finansowe, a Grand Prix zostało przeniesione na tor Circuito Lasarte w Lasarte na północnym wybrzeżu. Po roku 1936 w Hiszpanii rozpoczęła się wojna domowa i wyścigi przestały być organizowane. W roku 1946 wyścig powrócił w formie Penya Rhin Grand Prix, organizowanym na torze Pedralbes Circuit w Barcelonie.
Hiszpania powróciła do międzynarodowego kalendarza dopiero w 1951 r., zostając umieszczona na liście eliminacji Mistrzostw Świata Formuły 1. Wyścig organizowano na ulicznym torze Pedralbes. Po tragedii w Le Mans, która spowodowała zwiększenie standardów bezpieczeństwa widzów, Grand Prix zostało wyrzucone z kalendarza.
W roku 1967 Hiszpania powróciła do sportów motorowych. Royal Automobile Club of Spain posiadał tor Jarama na północy Madrytu, a Katalonia tor Montjuich Park w Barcelonie. Wyścig, który nie był zaliczany do mistrzostw miał miejsce tego roku na torze Jarama, wygrał go Jim Clark w samochodzie Lotus.
W sezonie 1968 tor Jarama gościł Grand Prix Hiszpanii. Od tego czasu wyścig miał być rozgrywany na przemian na torze Jarama i Montjuïc.
W sezonie 1975, podczas Grand Prix rozgrywanym na torze Montjuich, doszło do tragedii. Podczas sesji treningowych pojawiły się obawy co do bezpieczeństwa toru. Podwójny zwycięzca wyścigu, Emerson Fittipaldi, wycofał się w ramach protestu zaledwie po jednym okrążeniu. Na 26 okrążeniu wyścigu, samochód Rolfa Stommelena rozbił się zabijając czterech widzów. Wyścig został zatrzymany, a za jego zwycięzcę uznano Jochena Massa, który został nagrodzony tylko połową punktów.
Grand Prix Hiszpanii na torze Jarama było organizowane do 1981 r., potem wyścig został usunięty z kalendarza. W roku 1985 podjęto decyzję o budowie toru w Jerez de la Frontera, co miało pomóc w rozwoju turystyki. Circuito Permanente de Jerez został ukończony przed sezonem 1986 i stał się miejscem zaciętej walki pomiędzy Ayrtonem Senną i Nigelem Manselem. Przekroczyli oni metę z różnicą 0.014 sekundy, na korzyść Senny.
W sezonie 1990 po raz ostatni Grand Prix Hiszpanii gościło na torze w Jerez (tor gościł jeszcze w sezonie 1994 i 1997 Grand Prix Europy). Podczas treningów Martin Donnelly rozbił się na zakręcie z bardzo dużą szybkością, doszczętnie niszcząc samochód i odnosząc poważne obrażenia.
Od sezonu 1991 do czasów obecnych wyścig organizowany jest na torze Circuit de Catalunya w Montmeló. Pierwszy wyścig wygrał Nigel Mansell, a za rok powtórzył ten sukces. W sezonie 1993 najlepszy okazał się Alain Prost. Później wygrywał tu Damon Hill i podwójnie Michael Schumacher. W sezonie 1997 wygrał tu późniejszy mistrz, Jacques Villeneuve. Od sezonu 1998 rozpoczęła się zwycięska passa Miki Häkkinena, która została przerwana przez Michaela Schumachera w sezonie 2001 po tym jak na ostatnim okrążeniu w samochodzie Fina zepsuło się sprzęgło. Niemiec wygrywał tu przez kolejne trzy sezony. W sezonie 2005 swoje trzecie w karierze zwycięstwo odniósł tu kolejny Fin, Kimi Räikkönen. Rok później, przed własną publicznością triumfował tu Fernando Alonso.

## Tory
- Guadarrama (1913)
- Sitges-Terramar (1923)
- Circuitio Lasarte (1926-1935)
- Pedralbes Circuit (1950, 1954)
- Circuito del Jarama (1967, 1968, 1970, 1972, 1974, 1976-1981)
- Montjuïc (1969, 1971, 1973, 1975)
- Circuito Permanente de Jerez (1986-1990)
- Circuit de Barcelona-Catalunya (od 1991)

## Zwycięzcy Grand Prix Hiszpanii
| Sezon       |               | Kierowca           |               | Samochód           |               | Silnik        | Tor/Lokalizacja     |               |
| ----------- | ------------- | ------------------ | ------------- | ------------------ | ------------- | ------------- | ------------------- | ------------- |
| 1951        | ARG           | Juan Manuel Fangio | ITA           | Alfa Romeo 159M    | ITA           | Alfa Romeo    | Pedralbes           | Wyniki        |
| 1952 – 1953 | nie rozegrano | nie rozegrano      | nie rozegrano | nie rozegrano      | nie rozegrano | nie rozegrano | nie rozegrano       | nie rozegrano |
| 1954        | GBR           | Mike Hawthorn      | ITA           | Ferrari 550 Squalo | ITA           | Ferrari       | Pedralbes           | Wyniki        |
| 1955 – 1967 | nie rozegrano | nie rozegrano      | nie rozegrano | nie rozegrano      | nie rozegrano | nie rozegrano | nie rozegrano       | nie rozegrano |
| 1968        | GBR           | Graham Hill        | GBR           | Lotus 49           | USA           | Ford          | Jarama              | Wyniki        |
| 1969        | GBR           | Jackie Stewart     | FRA           | Matra MS80         | USA           | Ford          | Montjuïc            | Wyniki        |
| 1970        | GBR           | Jackie Stewart     | GBR           | March 701          | USA           | Ford          | Jarama              | Wyniki        |
| 1971        | GBR           | Jackie Stewart     | GBR           | Tyrrell 003        | USA           | Ford          | Montjuïc            | Wyniki        |
| 1972        | BRA           | Emerson Fittipaldi | GBR           | Lotus 72D          | USA           | Ford          | Jarama              | Wyniki        |
| 1973        | BRA           | Emerson Fittipaldi | GBR           | Lotus 72E          | USA           | Ford          | Montjuïc            | Wyniki        |
| 1974        | AUT           | Niki Lauda         | ITA           | Ferrari 312B3      | ITA           | Ferrari       | Jarama              | Wyniki        |
| 1975        | DEU           | Jochen Mass        | GBR           | McLaren M23        | USA           | Ford          | Montjuïc            | Wyniki        |
| 1976        | GBR           | James Hunt         | GBR           | McLaren M23        | USA           | Ford          | Jarama              | Wyniki        |
| 1977        | USA           | Mario Andretti     | GBR           | Lotus 78           | USA           | Ford          | Jarama              | Wyniki        |
| 1978        | USA           | Mario Andretti     | GBR           | Lotus 79           | USA           | Ford          | Jarama              | Wyniki        |
| 1979        | FRA           | Patrick Depailler  | GBR           | Ligier JS11        | USA           | Ford          | Jarama              | Wyniki        |
| 1980        | nie rozegrano | nie rozegrano      | nie rozegrano | nie rozegrano      | nie rozegrano | nie rozegrano | nie rozegrano       | nie rozegrano |
| 1981        | CAN           | Gilles Villeneuve  | ITA           | Ferrari 126CK      | ITA           | Ferrari       | Jarama              | Wyniki        |
| 1982 – 1985 | nie rozegrano | nie rozegrano      | nie rozegrano | nie rozegrano      | nie rozegrano | nie rozegrano | nie rozegrano       | nie rozegrano |
| 1986        | BRA           | Ayrton Senna       | GBR           | Lotus 98T          | FRA           | Renault       | Jerez               | Wyniki        |
| 1987        | GBR           | Nigel Mansell      | GBR           | Williams FW11B     | JPN           | Honda         | Jerez               | Wyniki        |
| 1988        | FRA           | Alain Prost        | GBR           | McLaren MP4/4      | JPN           | Honda         | Jerez               | Wyniki        |
| 1989        | BRA           | Ayrton Senna       | GBR           | McLaren MP4/5      | JPN           | Honda         | Jerez               | Wyniki        |
| 1990        | FRA           | Alain Prost        | ITA           | Ferrari F1-90-2    | ITA           | Ferrari       | Jerez               | Wyniki        |
| 1991        | GBR           | Nigel Mansell      | GBR           | Williams FW14      | FRA           | Renault       | Catalunya           | Wyniki        |
| 1992        | GBR           | Nigel Mansell      | GBR           | Williams FW14B     | FRA           | Renault       | Catalunya           | Wyniki        |
| 1993        | FRA           | Alain Prost        | GBR           | Williams FW15C     | FRA           | Renault       | Catalunya           | Wyniki        |
| 1994        | GBR           | Damon Hill         | GBR           | Williams FW16      | FRA           | Renault       | Catalunya           | Wyniki        |
| 1995        | DEU           | Michael Schumacher | ITA           | Benetton B195      | FRA           | Renault       | Catalunya           | Wyniki        |
| 1996        | DEU           | Michael Schumacher | ITA           | Ferrari F310       | ITA           | Ferrari       | Catalunya           | Wyniki        |
| 1997        | CAN           | Jacques Villeneuve | GBR           | Williams FW19      | FRA           | Renault       | Catalunya           | Wyniki        |
| 1998        | FIN           | Mika Häkkinen      | GBR           | McLaren MP4/13     | DEU           | Mercedes      | Catalunya           | Wyniki        |
| 1999        | FIN           | Mika Häkkinen      | GBR           | McLaren MP4/14     | DEU           | Mercedes      | Catalunya           | Wyniki        |
| 2000        | FIN           | Mika Häkkinen      | GBR           | McLaren MP4/15     | DEU           | Mercedes      | Catalunya           | Wyniki        |
| 2001        | DEU           | Michael Schumacher | ITA           | Ferrari F2001      | ITA           | Ferrari       | Catalunya           | Wyniki        |
| 2002        | DEU           | Michael Schumacher | ITA           | Ferrari F2002      | ITA           | Ferrari       | Catalunya           | Wyniki        |
| 2003        | DEU           | Michael Schumacher | ITA           | Ferrari F2003-GA   | ITA           | Ferrari       | Catalunya           | Wyniki        |
| 2004        | DEU           | Michael Schumacher | ITA           | Ferrari F2004      | ITA           | Ferrari       | Catalunya           | Wyniki        |
| 2005        | FIN           | Kimi Räikkönen     | GBR           | McLaren MP4-20     | DEU           | Mercedes      | Catalunya           | Wyniki        |
| 2006        | ESP           | Fernando Alonso    | FRA           | Renault R26        | FRA           | Renault       | Catalunya           | Wyniki        |
| 2007        | BRA           | Felipe Massa       | ITA           | Ferrari F2007      | ITA           | Ferrari       | Catalunya           | Wyniki        |
| 2008        | FIN           | Kimi Räikkönen     | ITA           | Ferrari F2008      | ITA           | Ferrari       | Catalunya           | Wyniki        |
| 2009        | GBR           | Jenson Button      | GBR           | Brawn BGP001       | DEU           | Mercedes      | Catalunya           | Wyniki        |
| 2010        | AUS           | Mark Webber        | AUT           | Red Bull RB6       | FRA           | Renault       | Catalunya           | Wyniki        |
| 2011        | DEU           | Sebastian Vettel   | AUT           | Red Bull RB7       | FRA           | Renault       | Catalunya           | Wyniki        |
| 2012        | VEN           | Pastor Maldonado   | GBR           | Williams FW34      | FRA           | Renault       | Catalunya           | Wyniki        |
| 2013        | ESP           | Fernando Alonso    | ITA           | Ferrari F138       | ITA           | Ferrari       | Catalunya           | Wyniki        |
| 2014        | GBR           | Lewis Hamilton     | DEU           | Mercedes F1 W05    | DEU           | Mercedes      | Barcelona-Catalunya | Wyniki        |
| 2015        | DEU           | Nico Rosberg       | DEU           | Mercedes F1 W06    | DEU           | Mercedes      | Barcelona-Catalunya | Wyniki        |
| 2016        | NED           | Max Verstappen     | AUT           | Red Bull RB12      | FRA           | Renault       | Barcelona-Catalunya | Wyniki        |
| 2017        | GBR           | Lewis Hamilton     | DEU           | Mercedes F1 W08    | DEU           | Mercedes      | Barcelona-Catalunya | Wyniki        |
| 2018        | GBR           | Lewis Hamilton     | DEU           | Mercedes F1 W09    | DEU           | Mercedes      | Barcelona-Catalunya | Wyniki        |
| 2019        | GBR           | Lewis Hamilton     | DEU           | Mercedes F1 W10    | DEU           | Mercedes      | Barcelona-Catalunya | Wyniki        |
| 2020        | GBR           | Lewis Hamilton     | DEU           | Mercedes F1 W11    | DEU           | Mercedes      | Barcelona-Catalunya | Wyniki        |
| 2021        | GBR           | Lewis Hamilton     | DEU           | Mercedes F1 W12    | DEU           | Mercedes      | Barcelona-Catalunya | Wyniki        |
| 2022        | NED           | Max Verstappen     | AUT           | Red Bull RB18      | AUT           | RBPT          | Barcelona-Catalunya | Wyniki        |
| 2023        | NED           | Max Verstappen     | AUT           | Red Bull RB19      | AUT           | Honda RBPT    | Barcelona-Catalunya | Wyniki        |
| 2024        | NED           | Max Verstappen     | AUT           | Red Bull RB20      | AUT           | Honda RBPT    | Barcelona-Catalunya | Wyniki        |
| 2025        | AUS           | Oscar Piastri      | GBR           | McLaren MCL39      | DEU           | Mercedes      | Barcelona-Catalunya | Wyniki        |

Liczba zwycięstw (kierowcy):
- 6 – Michael Schumacher, Lewis Hamilton
- 4 – Max Verstappen
- 3 – Mika Häkkinen, Nigel Mansell, Alain Prost, Jackie Stewart
- 2 – Fernando Alonso, Mario Andretti, Emerson Fittipaldi, Kimi Räikkönen, Ayrton Senna
- 1 – Jenson Button, Patrick Depailler, Juan Manuel Fangio, Mike Hawthorn, Damon Hill, Graham Hill, James Hunt, Niki Lauda, Pastor Maldonado, Felipe Massa, Jochen Mass, Oscar Piastri, Nico Rosberg, Sebastian Vettel, Gilles Villeneuve, Jacques Villeneuve, Mark Webber

Liczba zwycięstw (konstruktorzy):
- 12 – Ferrari
- 9 – McLaren
- 7 – Williams, Mercedes
- 6 – Lotus, Red Bull Racing
- 1 – Alfa Romeo, Benetton, Brawn, Ligier, March, Matra, Renault, Tyrrell Racing

Liczba zwycięstw (producenci silników):
- 13 – Mercedes
- 12 – Ferrari
- 11 – Ford, Renault
- 3 – Honda
- 2 – Honda RBPT
- 1 – Alfa Romeo, RBPT, TAG Heuer

## Zwycięzcy Grand Prix Hiszpanii poza Formułą 1
| Sezon | Kierowca            | Konstruktor   | Tor             |        |
| ----- | ------------------- | ------------- | --------------- | ------ |
| 1913  | Carlos de Salamanca | Rolls-Royce   | Guadarrama      | Wyniki |
| 1923  | Albert Divo         | Sunbeam       | Sitges-Terramar | Wyniki |
| 1926  | Meo Constantini     | Bugatti       | Lasarte         | Wyniki |
| 1927  | Robert Benoist      | Delage        | Lasarte         | Wyniki |
| 1928  | Louis Chiron        | Bugatti       | Lasarte         | Wyniki |
| 1929  | Louis Chiron        | Bugatti       | Lasarte         | Wyniki |
| 1930  | Achille Varzi       | Maserati      | Lasarte         | Wyniki |
| 1933  | Louis Chiron        | Alfa Romeo    | Lasarte         | Wyniki |
| 1934  | Luigi Fagioli       | Mercedes-Benz | Lasarte         | Wyniki |
| 1935  | Rudolf Caracciola   | Mercedes-Benz | Lasarte         | Wyniki |
| 1967  | Jim Clark           | Lotus-Ford    | Jarama          | Wyniki |
| 1980  | Alan Jones          | Williams-Ford | Jarama          | Wyniki |
| Sezon | Kierowca            | Konstruktor   | Tor             |        |